# اندیس گشکندر
گشکندر یک اندیس فلزی است که در حوالی شهر کهنوج استان کرمان قرار دارد و مادهٔ معدنی موجود در آن، مس است.سنگ میزبان این اندیس آمیزه رنگین است و دیرینگی آن به دوران کرتاسه بالایی می‌رسد. در این اندیس، پاراژنز‌های کوارتز ، کربنات یافت می‌شوند.